# Josh A. Cassada
Josh Aaron Cassada (San Diego, California, 18 de julio de 1973) es un físico y astronauta de la NASA seleccionado en 2013.

## Biografía
Cassada nació en San Diego, California y creció en White Bear Lake, Minnesota. Cassada es un piloto naval y obtuvo su título de licenciatura en el Albion College, así como títulos de posgrado en la Universidad de Rochester. Cassada es físico por entrenamiento y es el cofundador y director de tecnología de Quantum Opus, una empresa fabricante de instrumentos superconductores con base en Plymouth, Míchigan. El astronauta realizará su primer vuelo durante la primera misión operacional de la nave espacial CST-100 Starliner de Boeing, la CTS-1.